# Hwang Ji-man
Hwang Ji-man (n. 8 iulie 1984, Miryang⁠(d), Coreea de Sud) este un jucător de badminton ce a reprezentat Coreea de Sud, medaliat olimpic. A participat la o ediție a Jocurilor Olimpice (2008) în care a câștigat o medalie de bronz.